# Олесьно
Олесьно (пол. Oleśno, нім. Preußisch Königsdorf) — село в Польщі, у гміні Ґроново-Ельблонзьке Ельблонзького повіту Вармінсько-Мазурського воєводства.
Населення — 268 осіб (2011).
У 1975-1998 роках село належало до Ельблонзького воєводства.

## Демографія
Демографічна структура станом на 31 березня 2011 року:
|          | Загалом | Допрацездатний вік | Працездатний вік | Постпрацездатний вік |
| -------- | ------- | ------------------ | ---------------- | -------------------- |
| Чоловіки | 137     | 35                 | 90               | 12                   |
| Жінки    | 131     | 28                 | 85               | 18                   |
| Разом    | 268     | 63                 | 175              | 30                   |